# María Sol Calvete
María Sol Calvete (ur. 14 września 1994, Argentyna) – argentyńska siatkarka grająca jako przyjmująca. Obecnie występuje w drużynie Club Glorias Argentinas.